# Biller Irén
Biller Irén (Budapest, 1897. január 27. – Carmel by the Sea, Kalifornia, USA, 1989. június 8.) magyar színésznő, táncosnő.

## Élete
Biller Lajos (1866–1913) fodrászmester és Eger Klára lánya. 1914-ben szerzett oklevelet az Országos Színészegyesület színiiskolájában, ugyanebben az évben Székesfehérvárott lépett először színpadra. 1915-ben Faragó Ödön társulatánál Kassán és Brassóban játszott.
1917. január 25-én Budapesten, a Józsefvárosban házasságot kötött a nála 21 évvel idősebb Faragó Ödön színházigazgatóval, akitől 1925-ben elvált.
Vidéken a primadonnák közé számított tehetsége miatt, azonban 1921-ben a Városi Színházban nem volt jelentős sikere. Ugyanebben az évben Kassán is játszott, majd 1922-ben a Király Színház művésze lett. 1923-ban került a Fővárosi Operettszínházhoz, melynek 1926-ig volt a tagja. 300-szor szerepelt Lehár Ferenc A három grácia című operettjében. 1925–1926-ban a Vígszínházban, az Andrássy úti Színházban és a Belvárosi Színházban is láthatta a közönség, 1927–1929-ben pedig a Városi, a Király és a Magyar Színháznál játszott. Ezután 1930-ban a Fővárosi Művész Színház tagja lett, majd 1931-ben visszakerült a Fővárosi Operettszínházhoz.
1931. június 16-án Budapesten feleségül ment Fengel Sámuel vállalati elnökhöz. 1935 decemberében Ashton A. Stanley szállodatulajdonos felesége lett és Hollywoodba költözött.
1934-ben Magyarországon járt, feltűnt a Szép Ernő regényéből készült Lila akác című filmben is. 1938-ban a Magyar Színházban is színpadra lépett, majd visszavonult. 1967-ben is hazalátogatott.
Német, francia és angol nyelven beszélt.

## Fontosabb szerepei
- Lehár Ferenc: A három grácia – Marietta
- Huszka Jenő: Bob herceg – Denise
- Hervé: Nebáncsvirág
- Leo Fall: Pompadour – Belotte

## Filmszerepei
- Biller Irén mulat – (1929)[7]
- Lila akác – (1934) Hédi, táncosnő